# Список штатів Бразилії за площею

Карта штатів Бразилії

Це повний список штатів та територій Бразилії за загальною площею. Дані наведено Бразильським інститутом географії і статистики, а також інститутом Empresa Brasileira de Pesquisa Agropecuária.
Найбільшим за площею штатом Бразилії є Амазонас (1 559 159,148 км²), за ним йдуть Пара (1 247 954,666 км², Північний регіон), та Мату-Гросу (903 366,192 км², Центрально-західний регіон).
Найменшим є Федеральний округ, також розташований на середньому Заході (5779,999 км²), потім штати Сержипі (21 915,116 км²), Алагоас (27 778,506 км², обидва в Північно-східному регіоні).
Загальна площа Бразилії — 8 515 767,049 км², це п'ята за розміром країна світу.
Площу інших країн наведено за виданням «Всесвітня книга фактів».

## Список
| Штат                       | Площа міст (км²) | Площа (км²)   | % від площі Бразилії | Мапа | Співрозмірна держава |
| -------------------------- | ---------------- | ------------- | -------------------- | ---- | -------------------- |
| Акрі                       | 49,5             | 164 123,040   | 1,92                 |      | Суринам              |
| Алагоас                    | 202,1            | 27 778,506    | 0,33                 |      | Гаїті                |
| Амазонас                   | 395,1            | 1 559 159,148 | 18,31                |      | Монголія             |
| Амапа                      | 69,3             | 142 828,521   | 1,68                 |      | Таджикистан          |
| Баїя                       | 762,9            | 564 733,177   | 6,63                 |      | Франція              |
| Гояс                       | 1113,6           | 340 111,783   | 3,99                 |      | Фінляндія            |
| Еспіриту-Санту             | 427,6            | 46 095,583    | 0,54                 |      | Естонія              |
| Мараньян                   | 512,3            | 331 937,450   | 3,90                 |      | В'єтнам              |
| Мату-Гросу                 | 519,7            | 903 366,192   | 10,61                |      | Венесуела            |
| Мату-Гросу-ду-Сул          | 441,3            | 357 145,532   | 4,19                 |      | Німеччина            |
| Мінас-Жерайс               | 2525,8           | 586 522,122   | 6,89                 |      | Мадагаскар           |
| Пара                       | 730,6            | 1 247 954,666 | 14,65                |      | Ангола               |
| Параїба                    | 319,6            | 56 585,000    | 0,66                 |      | Хорватія             |
| Парана                     | 1603,7           | 199 307,922   | 2,34                 |      | Киргизстан           |
| Пернамбуку                 | 622,3            | 98 311,616    | 1,15                 |      | Південна Корея       |
| Піауї                      | 277,1            | 251 577,738   | 2,95                 |      | Гвінея               |
| Ріо-де-Жанейро             | 1479,9           | 43 780,172    | 0,51                 |      | Данія                |
| Ріу-Гранді-ду-Норті        | 269,6            | 52 811,047    | 0,62                 |      | Боснія і Герцеговина |
| Ріу-Гранді-ду-Сул          | 1647             | 281 730,223   | 3,31                 |      | Еквадор              |
| Рондонія                   | 226,1            | 237 590,547   | 2,79                 |      | Румунія              |
| Рорайма                    | 40,6             | 224 300,506   | 2,63                 |      | Гаяна                |
| Сан-Паулу                  | 4971             | 248 222,362   | 2,91                 |      | Велика Британія      |
| Санта-Катарина             | 878,2            | 95 736,165    | 1,12                 |      | Угорщина             |
| Сеара                      | 471,2            | 148 920,472   | 1,74                 |      | Непал                |
| Сержипі                    | 118,7            | 21 915,116    | 0,26                 |      | Сальвадор            |
| Токантінс                  | 99,6             | 277 720,520   | 3,26                 |      | Буркіна-Фасо         |
| Федеральний округ Бразиліа | 621,2            | 5 779,999     | 0,07                 |      | Бруней               |